# ダニエル・ベンサイド
ダニエル・ベンサイド（Daniel Bensaïd、1946年3月25日 - 2010年1月12日）はフランスのマルクス主義哲学者、評論家、大学教員。1968年の五月革命の学生運動でナンテール大学を拠点とする革命的共産主義青年を主導し、1969年に共産主義同盟の結成に参加。極右との衝突により解体された後、第四インターナショナルのフランス支部、革命的共産主義者同盟を結成した。長年にわたり、五月革命の精神を受け継いで創設されたパリ第8大学哲学科で教鞭を執った。

## 生涯

### 背景
ダニエル・ベンサイドは1946年3月25日、フランス南西部オート＝ガロンヌ県のトゥールーズに生まれた。母マルトは中部ロワール＝エ＝シェール県ブロワの労働者階級の出身で、母方の祖父はコミュナール（パリ・コミューン支持者）、叔父は共産主義インターナショナル・フランス支部（SFIO）の党員であったため、第二次大戦中に逮捕され、強制収容所に送られて死去した。母マルトは帽子職人の修行を積んだ後、オラン（アルジェリア）で仕事に就いた。父ハイム・ベンサイドはアルジェリア北東部マスカラでカフェを営む貧しいユダヤ人家庭に生まれた。オランで出会った二人は結婚後、1934年に第一子をもうけた。父ハイムは奇妙な戦争中に捕虜になったが脱走。一家はフランスに渡り、名義人を立ててトゥールーズでカフェを買い取ったが、密告されてゲシュタポに逮捕され、ドランシー収容所に送られた。マルトは夫の釈放のために奔走し、「ユダヤ人に属さないという証明書（Certificat de non-appartenance à la race juive）」を入手した。ハイムは釈放されたが、彼の兄弟二人は強制収容所に送られて死去した。
ベンサイド夫妻が営むカフェ「バール・デザミ（友のバー）」は、スペインからの難民や反ファシズムのイタリア人移民労働者、ポルトガルの職人、郵便局員や鉄道員、商人などが集まる大衆的なカフェで、共産主義者の拠点でもあった。父ハイムは1960年6月、ベンサイドが14歳のときに癌で死去した。

### 教育
1957年、リセ・ベルヴィルに入学。ジャン＝ポール・ド・ゴードマール（Jean-Paul de Gaudemar、（後のエクス＝マルセイユ大学区長・フランコフォニー大学機構学長）とともに同校の学生新聞『展望台の点灯夫（L'Allumeur du Belvédère）』を主宰した。
アルジェリア戦争中の1958年5月13日のクーデターにより第四共和政が崩壊し第五共和政が成立すると、シャルル・ド・ゴールがアフリカの植民地を解放することを決定。これに反対する軍人らが秘密軍事組織（OAS）を結成し、武装蜂起やテロ活動を開始した。ベンサイドの周囲でも共産党員の家がプラスチック爆弾による秘密軍事組織の攻撃を受ける事件が相次いだ。さらに、1962年2月8日にパリで起こった地下鉄シャロンヌ駅事件が、ベンサイドにとって政治的活動を開始する契機となった。これは、ド・ゴールのアルジェリア政策に反対するアルジェ武装蜂起（将軍達の反乱）の直後で非常事態宣言が発せられ、デモなどが一切禁止されていたにもかかわらず、共産党、労働総同盟をはじめとする左派が秘密軍事組織に反対するデモを呼びかけ、警察に弾圧された事件で、デモに参加した9人が死亡した。この事件に衝撃を受けたベンサイドは共産主義青年（Jeunesse communiste）に加盟し、リセ・ベルヴィルでこの活動のためのサークルを結成した。
1964年にリセ・ピエール・ド・フェルマーのグランゼコール準備級に入学し、修了後、地元のサン＝クルー高等師範学校（現リヨン高等師範学校）で哲学を専攻した。さらにパリに出て、1964年創設のナンテール大学でマルクス主義社会学者・哲学者のアンリ・ルフェーヴルに師事し、1968年に修士論文「レーニンにおける革命的危機の概念」を提出。ルカーチ、フロイト、ラカン、アルジルダス・ジュリアン・グレマス（言語学者、記号論）の理論に基づく考察であり、当時のアルチュセールらの科学的・構造主義的マルクス主義を批判的に読み解く試みであった。

### 五月革命 (Mai 68)
一方、共産主義青年はフランス青年共産主義運動（MJCF）として再結成され、ベンサイドはこの支部である共産主義学生連合（UEC）の文科部門でアラン・クリヴィーヌ、アンリ・ウェベール（いずれも後に欧州議会議員）らとともに活動していた。だが、当時は思想的な立場の違いから除名が相次ぎ、クリヴィーヌ、ウェベールを含む文科部門の多くが1965年に除名された。ベンサイドらは翌1966年にナンテール大学で大会が行われた際に、反対派を代表して派遣され、文科部門の再統合を要求したが容れられなかったため、同年4月2日、クリヴィーヌ、ウェベール、ベンサイドを中心とする約120人が、新たに革命的共産主義青年（JCR）を結成した。彼らはルノードー賞受賞作家ダヴィッド・ルーセの支持を得て、パリ14区の彼の自宅に集まり、ジョゼット・トラ（社会学・フェミニズム）、ダヴィッド・ルーセの息子ピエール・ルーセ（鳥類学）、ドミニク・メール（Dominique Mehl、社会学）らが参加、後に「哲学カフェ」を創設して哲学の大衆化に貢献したマルク・ソーテ、LGBT解放運動を主導したギィー・オッカンガム（哲学）も出入りした。
ナンテール大学は革命的共産主義青年の拠点であり、ベンサイドを中心にニコル・ラピエール（人類学・社会学）、アラン・ブロッサ（哲学）、ソフィー・ペテルセン、ジャン＝フランソワ・ゴドショー（Jean-François Godchau）、ドゥニーズ・アヴナ（Denise Avenas）らが参加した。大学では革命的共産主義青年の討論や（フランス最大の学生組織）全国学生連盟（UNEF）の会合、反ファシズム・ベトナム反戦のデモが頻繁に行われていた。ルディ・ドゥチュケが率いた社会主義ドイツ学生連盟（SDS）など他国でも学生運動が起こり、反米・反帝国主義を掲げてキューバ革命を主導し、革命政権を樹立したチェ・ゲバラが1967年10月9日にボリビアで銃殺されたことで、こうした動きに拍車がかかった。
1968年3月21日、アメリカ帝国主義に反対する活動家らがこの象徴であったアメリカン・エキスプレスのパリ支店を攻撃し、ナンテール大学の革命的共産主義青年のグザヴィエ・ラングラード（Xavier Langlade）が逮捕された。翌3月22日、ナンテール大学でベンサイド、クリヴィーヌ、ダニエル・コーン＝ベンディットらを中心とする抗議運動が起こり、学部長の会議室を占拠した。さらに、4月4日にはアフリカ系アメリカ人公民権運動の指導者マーティン・ルーサー・キングがテネシー州メンフィスで暗殺され、ドイツでは4月11日にドゥチュケが共産主義・学生運動を敵視していた労働者に狙撃され、抗議デモが拡大するなどの事件が重なった。
5月3日、ナンテール大学の学生らはソルボンヌ大学構内に侵入したが憲兵隊に追放され、クリヴィーヌら革命的共産主義青年の指導者を含む約500人が逮捕された。これに対して、トロツキスト、シチュアシオニスト、アナーキスト、マルキシスト、マオイストの学生が結集し、逮捕者の釈放、憲兵隊の撤退、ソルボンヌの開放を求めてデモを繰り返し、五月革命に発展した。ベンサイドとウェベールはサン＝ブノワ通り（パリ6区サン＝ジェルマン＝デ＝プレ）のマルグリット・デュラス（当時54歳）のもとに身を隠し、（東洋学者アンリ・マスペロの息子）フランソワ・マスペロ（マスペロ出版社）からの依頼で一連の事件について『五月革命 - ゲネプロ（通し稽古）』を執筆した。当時共に闘ったニコル・ラピエールは、「ゲネプロ（通し稽古、本番前の最終リハーサル）」という言葉は、「帝国主義の力を分散させるためには、二つ、三つ … ベトナムをたくさん作ることだ」という1967年4月のチェ・ゲバラのメッセージへの応答であり、五月革命の精神を表わすものであったという。すなわち、ベンサイドらは、アメリカ帝国主義によるベトナム侵略戦争に対して必要なのは反戦運動ではなく、帝国主義の力を分散させるための反帝国主義運動であるとし、世界中の青年に大きな衝撃を与えたこのメッセージに応えて、五月革命を反帝国主義・反資本主義革命への序曲と捉えていたのである。

### 革命的共産主義者同盟 (LCR)

#### 政治活動

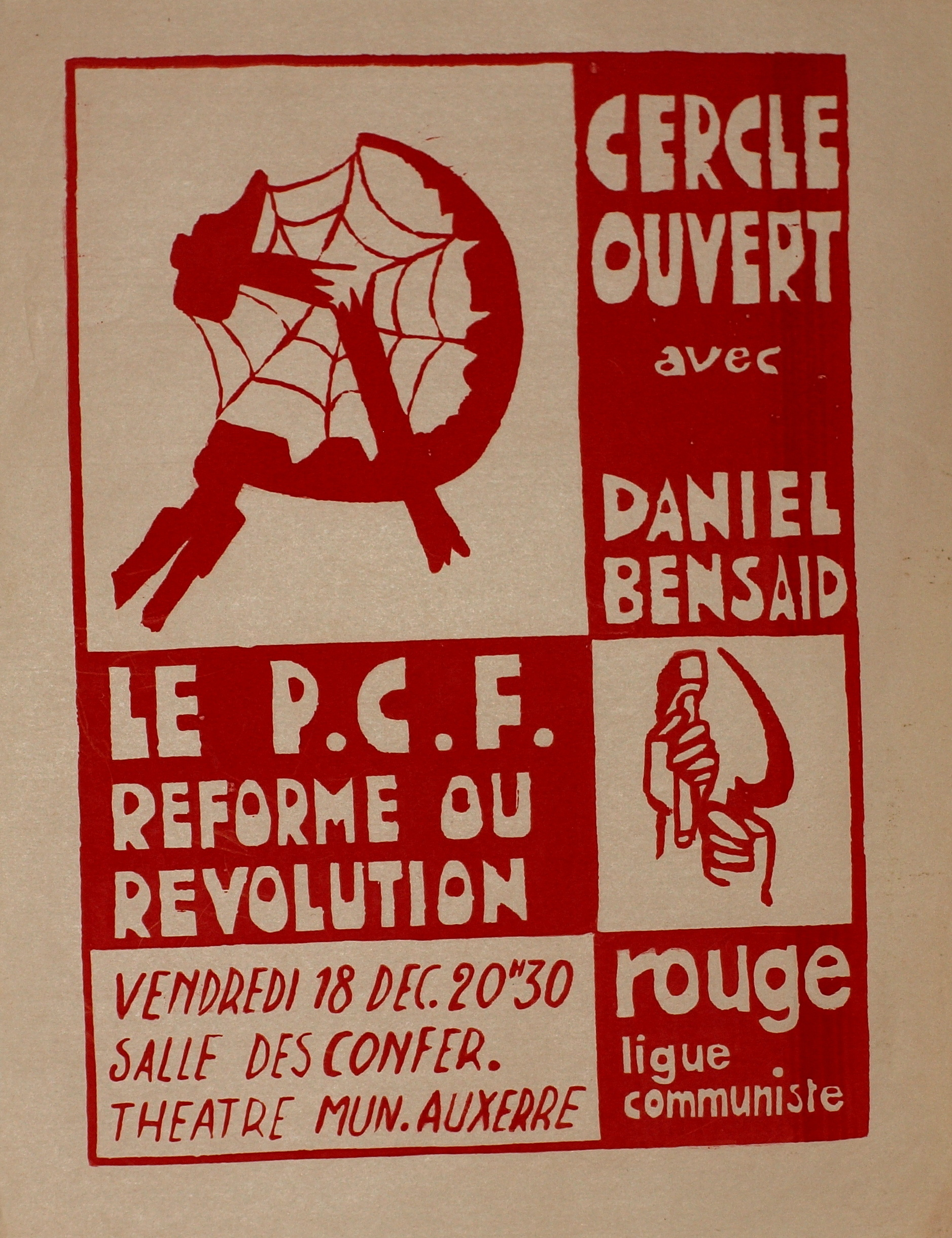
共産主義同盟『ルージュ』紙主催のダニエル・ベンサイドとの討論会「フランス共産党、改良か革命か」

ベンサイドはさらに、本書の印税で同年の秋に革命的共産主義青年の機関紙『ルージュ（赤）』を創刊。この後の組織再編、財政難や党の衰退により休刊・再刊を繰り返しながらも、後続の革命的共産主義者同盟が解散する2009年まで活動を継続した。
五月革命の後、ベンサイド、クリヴィーヌ、ウェベールらは革命的共産主義青年を解散し、第四インターナショナルのフランス支部として共産主義同盟を結成。クリヴィーヌが同年の大統領選挙に出馬したが、第1回投票で最下位に終わった。ベンサイドはアントワーヌ・アルトゥー、ポール・アリエス、アルマン・クルー（Armand Creus）とともに党の機関誌『内部会報（Bulletin Intérieur）』を創刊。重要な問題を次々と提起し、党内の議論の活性化につながった。彼はまた、スペインの革命的共産主義者同盟との連携活動を担当し、1972年にバルセロナで行われた非合法の大会に参加。1973年の総選挙ではトゥールーズから出馬したが落選に終わり、共産主義同盟全体が低い得票率に留まった。
1973年6月21日、共産主義同盟は反ファシズムの会合を呼びかけ、共済会館で会合を行っていた極右団体「新秩序」（この団体の政治部門が1972年にジャン＝マリー・ル・ペンによって結成された極右政党国民戦線（現国民連合）である）と衝突。暴力的なデモに発展し、共産主義同盟、新秩序ともに解体された。
共産主義同盟は革命的共産主義者戦線（FCR）と改称し、さらに翌1974年に再び改称して、革命的共産主義者同盟（LCR）として再出発した（2009年に解散、反資本主義新党として再結成）。
1973年、チリの社会主義政権が米国政府の支援を受けたピノチェト将軍のクーデターによって倒され、軍事政権が成立した。アルゼンチンでは社会主義革命を目指し、武装闘争によってオンガニーア軍事政権を脅かしていた左翼ゲリラが拷問・殺害されていた。同年、第四インターナショナルによりアルゼンチンに派遣され、こうした悲劇を目の当たりにしたベンサイドは、後に「武装闘争ではなく武装改良主義というものもあり得ることを知った」、「（戦略を持たない）武装闘争の抽象的・神話的バージョンに対して免疫ができた」と述懐している。
1970年代後半は『ルージュ』紙への寄稿を中心に活動し、編集長を務めた後、1981年から86年まで第四インターナショナルの国際執行委員会の委員を務め、第四インターナショナル統一書記局により年に数回ブラジルに派遣された。ブラジルでは、ルイス・イナシオ・ルーラ・ダ・シルヴァの労働者党（PT）の誕生に重要な役割を果たすことになる社会民主主義の組織結成を支援した。また、ピエール・ルーセ、ジョゼット・トラ、ジルベール・アシュカル（レバノン）（パリ第8大学の政治学・国際関係論の教授）ら他の第四インターナショナルおよび革命的共産主義者同盟の指導者とともに、1981年にベルギーで創設され、アムステルダムに拠点を置く「科学的・民主的社会主義促進のための」国際研究教育所のセミナーを担当し、1984年から1990年までは直接運営に携わった。

#### 執筆・編集活動
執筆・編集活動においても、1974年に第四インターナショナルの機関誌として再刊された月刊誌『アンプルコール』の編集のほか、『人間と社会』誌、『政治経済批評』誌、『アゴーヌ (雑誌)』誌、『リーニュ (雑誌)（方針）』誌、『ムーヴマン（運動）』誌、『アクチュエル・マルクス（今日的マルクス）』誌、『ニューレフト・レビュー』、そして彼自身が2001年に創刊した共産主義・反資本主義の雑誌『コントルタン（Contretemps、時勢に抗して）』など国内外の左派の雑誌に寄稿、1995年には、同年創設されたテクスチュアル出版社の評論叢書「ラ・ディスコルド（不和）」の編集長を務め、主に政治学・社会学の研究書を刊行した。

## 教育・研究活動
教育活動においては、北部コンデ＝シュル＝レスコー（ノール県）の高等学校で哲学を教えた後、1971年から72年にかけてアラン・ブロッサ、アンリ・ウェベールとともにヴァンセンヌ大学の哲学科に参加し、ブロッサは「若きトロツキー」、ウェベールは「フランス極右の構造」、ベンサイドは「労働者国家の性質」と題する講義を行った。ヴァンセンヌ大学は五月革命の翌年に、大学制度改革の一環として創設された、労働者や外国人にも開かれた大学であり、「フランス現代思想」を代表するミシェル・フーコー、ジル・ドゥルーズ、フランソワ・シャトレによって創設された哲学科は、形式・内容ともに伝統的なパリ大学にはない新しい試みであった。1982年にモンペリエ大学で政治学の博士号を取得した後、パリ第8大学（ヴァンセンヌ大学が1980年にパリ郊外のサン＝ドニに移転し、パリ第8大学に改称）の哲学科の助手として赴任。1994年に助教授、2001年1月21日に教授に昇任した。
1990年に病に倒れたベンサイドは、以後、研究活動と著書の執筆に専念した。マルクス研究においては、教条主義的マルクス主義に対抗する試みとして、パリ第8大学の講義で何年にもわたってマルクスの『資本論』、『経済学批判要綱』、『剰余価値理論』を取り上げながら、講義ノートとして膨大な注釈や解説を書き留めていった。このとき、ヴァルター・ベンヤミン、オーギュスト・ブランキ、シャルル・ペギー、ジョルジュ・ソレル、ベルナール・ラザールの思想がベンサイドに時と歴史の概念を捉え直す契機を与えた。1990年代に発表された『ヴァルター・ベンヤミン』、『時ならぬマルクス - 批判的冒険の偉大さと逆境』、『時代の不一致 - 危機、階級、歴史に関する随筆』、『憂鬱な賭け』、『時勢への抵抗の讃歌』は、ベンサイドのこうした思考を跡付けるものである。
歴史の概念の再考から、過去を継承することは時勢に抗して思考するであると考えるベンサイドは、1991年に「時勢に抗するための協会（Société pour la résistance à l’air du temps, Sprat）」、次いで2009年に、ヴィクトル・ユーゴーが讃歌「Viro Major（男まさり）」を書き贈ったアナーキスト、フェミニスト、パリ・コミューンの闘士ルイーズ・ミシェルに因む「ルイーズ・ミシェル協会（Société Louise Michel）」を創設。後援会には、作家のジョン・バージャー（英国）、エリアス・サンバー（パレスチナ）、ジル・ペロー（フランス）、タリク・アリ（英国）、社会学者のジルベール・アシュカル（レバノン）、リュック・ボルタンスキー（フランス）、マイク・デイヴィス（米国）、人類学者のクロード・カラム（フランス）、政治学者のエリック・トゥーサン（フランス）、経済学者のミシェル・ユソン（フランス）、歴史学者のエレン・メイクシンズ・ウッド（米国）、映画監督のケン・ローチ（英国）、カルメン・カスティージョ（チリ、フランス）らが参加した。
ラピエールによると、ベンサイドは、2004年に発表した回想録『はやる心でゆっくりと（Une lente impatience）』において自分は政治には向かなかったのではないかと自問しているが、世界を変えるために闘わなければならないという信条、父が経営していたカフェ「バール・デザミ」の常連であった労働者の抵抗を受け継ぐことについては疑いは一切なかった。『はやる心でゆっくりと』の最後の章は「終わりと続き（Fin et suite）」と題されている。
2010年1月12日、パリにて死去、享年63歳。遺骨はペール・ラシェーズ墓地の納骨堂に安置された。

## 著書
- Mai 68, une répétition générale (五月革命 - ゲネプロ（通し稽古）), Maspero, 1968
- Le deuxième souffle ? Problèmes du mouvement étudiant (捲土重来か - 学生運動の諸問題), Maspero 1969 - カミーユ・スカラブリーノ（Camille Scalabrino）共著
- Portugal, une révolution en marche (ポルトガル - 前進する革命), 10/18, 1975 - シャルル＝アンドレ・ウドリー（Charles-André Udry）、ミシェル・レヴィ（フランス語版）共著
- La Révolution et le pouvoir (革命と権力), Stock, 1976
- L’Anti-Rocard ou les haillons de l’utopie (アンチ・ロカール、またはユートピアの襤褸切れ), La Brèche, 1980
- Marx ... ou pas. Réflexions sur un centenaire (マルクス … か否か - ある100歳の男に関する考察), EDI, 1986 - 共著
- Stratégies et Parti (戦略と政党), La Brèche, Collection « Racines », 1987
- Mai si ! 1968-1988, rebelles et repentis (もちろん、五月革命！- 反逆者と悔悛者), La Brèche, 1988 - アラン・クリヴィーヌ共著
- Moi, la Révolution. Remembrances d’un bicentenaire indigne (私は革命 - 恥ずべき200年の思い出), Gallimard, Collection « Au vif du sujet », 1989
- Walter Benjamin (ヴァルター・ベンヤミン), sentinelle messianique, Plon, 1990
- Jeanne de guerre lasse (戦いに疲れたジャンヌ), Gallimard, collection Au vif du sujet, 1991
- Marx l’intempestif. Grandeurs et misères d’une aventure critique (XIXè-XXè siècles), Fayard, 1995
  - 『時ならぬマルクス - 批判的冒険の偉大さと逆境（十九―二十世紀）』佐々木力監訳、小原耕一・渡部實訳、未来社、2015年

- La Discordance des temps. Essais sur les crises, les classes, l’histoire (時代の不一致 - 危機、階級、歴史に関する随筆), les Éditions de la Passion, 1995
- Le Pari mélancolique (憂鬱な賭け), Fayard, 1997
- Le Retour de la question sociale: Le renouveau des mouvements sociaux en France, Page deux, 1997 - クリストフ・アギトン（フランス語版）共著
  - 『フランス社会運動の再生 - 失業・不安定雇用・社会的排除に抗し』湯川順夫訳、柘植書房新社、2001年
- Lionel, qu’as-tu fait de notre victoire ? Un an après... (リオネル、あなたは我々の勝利で何をしたのか。1年後…), Albin Michel, 1998
- Qui est le juge ? Pour en finir avec le tribunal de l’histoire (裁くのは誰か。歴史の裁判に決着をつけるために). Fayard, 1999
- Éloge de la résistance à l’air du temps (時勢への抵抗の讃歌), Textuel, Collection « Conversations pour demain », 1999 - entretien avec Philippe Petit

- Contes et légendes de la guerre éthique (倫理戦争の物語と伝説), Textuel, Collection « La Discorde », 1999.
- Le Canard et le lapin : le journalisme et ses critiques (家鴨と兎 - ジャーナリズムとその批判), Textuel, Collection « Conversations pour demain », 2000 - エドウィー・プレネル（フランス語版）共著
- Le Sourire du spectre. Nouvel esprit du communisme (亡霊の微笑 - 共産主義の新精神), Michalon, 2000
- Les Irréductibles. Théorèmes de la résistance à l’air du temps (不屈の者たち - 時勢への抵抗の定理), Textuel, Collection « La Discorde », 2001
- Résistances. Essai de taupologie générale (抵抗 - 一般もぐら学の試み), Fayard, 2001 (illustré par Wiaz)
- Karl Marx : Les hiéroglyphes de la modernité (カール・マルクス - 現代性の象形文字), Textuel, Collection « Passion », 2001
- Les Trotskysmes (複数のトロツキズム), PUF, Collection « Que sais-je ? », 2002
- Le Nouvel Internationalisme. Contre les guerres impériales et la privatisation du monde, Textuel, 2003
  - 『新しいインターナショナリズムの胎動 - 帝国の戦争と地球の私有化に対抗して』湯川順夫・加藤洋介・星野秀明訳、柘植書房新社、2009年

- Un Monde à changer. Mouvements et stratégies (変わる世界 - 運動と戦略), Textuel, Collection « La Discorde », 2003
- Une lente impatience (はやる心でゆっくりと), Stock, « Un ordre d'idées », 2004
- Fragments mécréants. Sur les mythes identitaires et la république imaginaire (無神論の断想 - 同一性の神話と想像の共和国),  Lignes, 2005
- Les Dépossédés. Karl Marx, les voleurs de bois et le droit des pauvres (所有権を剥奪された者たち - カール・マルクス、薪泥棒と貧者の権利), La Fabrique, 2007
- Un nouveau théologien, Bernard-Henri Lévy (新神学者 - ベルナール＝アンリ・レヴィ), Lignes, 2007
- Éloge de la politique profane (世俗政治の讃歌), Bibliothèque Idées, Albin Michel, 2008
- 1968, fins et suites (1968年 - 終わりと続き), Lignes, 2008 - アラン・クリヴィーヌ共著
- « Politique de Marx », in Karl Marx & Friedrich Engels, Inventer l’inconnu. Textes et correspondance autour de la Commune, La Fabrique, 2008.
  - 『未知なるものの創造 - マルクスの政論』渡部實訳、同時代社、2013年
- Penser. Agir. Pour une gauche anticapitaliste (考える、行動する - 反資本主義左派のために), Lignes, 2008
- Démocratie, dans quel état ?, La Fabrique, 2009
  - 『民主主義は、いま？- 不可能な問いへの8つの思想的介入』ジョルジョ・アガンベン、アラン・バディウ、ウェンディ・ブラウン、ジャン＝リュック・ナンシー、ジャック・ランシエール、クリスティン・ロス、スラヴォイ・ジジェク共著、河村一郎、澤里岳史、河合孝昭、太田悠介、平田周訳、以文社、2011年
- Prenons parti. Pour un socialisme du xxie siècle (立場を決める - 21世紀の社会主義のために),  Mille et une Nuits, 2009 - オリヴィエ・ブザンスノ共著
- Marx, mode d’emploi, texte de Daniel Bensaïd, dessins de Charb, La Découverte, 2009
  - 『マルクス [取扱説明書]』湯川順夫・中村富美子・星野秀明訳、柘植書房新社、2013年
- Tout est encore possible. Entretiens (まだすべてが可能だ - Fred Hilgemann との対談), La Fabrique, 2010
- Une radicalité joyeusement mélancolique. Textes (1992-2006) (愉快なほどに憂鬱な急進性 - テクスト 1992-2006), Textuel, 2010

- Le Spectacle, stade ultime du fétichisme de la marchandise (芝居 - 商品フェティシズムの最終段階), Lignes, 2011
- Octobre 17, la Révolution trahie. Un retour critique sur la Révolution russe (10月17日、裏切られた革命 - ロシア革命についての批判的回顧), Lignes, 2017
- 『21世紀マルクス主義の模索』湯川順夫訳、柘植書房新社、2011年 - 論文集（複数のマルクス主義 - その過去・現在・未来 / 過ぎ去った20世紀とロシア十月革命の輝き / 21世紀の世界を変革するマルクス主義の理論と戦略 / 新自由主義グローバリゼーションと世界の再植民地化 / フランス反資本主義新党への挑戦 / 共産主義の力）